# Druga slovenska nogometna liga 2003-2004
La Druga slovenska nogometna liga 2003-2004 (in lingua italiana: Secondo campionato calcistico sloveno 2003-2004), abbreviata in 2. SNL 2003-2004, fu la tredicesima edizione della seconda serie del campionato di calcio sloveno.

## Formula
Le 12 squadre partecipanti disputarono un turno di andata-ritorno-andata per un totale di 33 giornate, al termine delle quali:
- La prima classificata venne promossa in 1. SNL 2004-2005
- La seconda classificata disputò uno spareggio contro la penultima della 1. SNL 2003-2004
- Le ultime due classificate furono retrocesse in 3. SNL 2004-2005

### Avvenimenti
Delle squadre che avevano diritto ad iscriversi, Grosuplje, Jadran Hrpelje-Kozina e Korotan Prevalje non poterono iscriversi, quindi la Federcalcio slovena decise di ridurre l'organico della Druga SNL da 16 a 12 squadre.
Il Tabor Sežana si ritirò dopo la 27ª giornata: i risultati del terzo "girone" (giornate 23ª-27ª) furono annullati dalla Federcalcio.
A campionato concluso, il vincitore Rudar Velenje venne promosso, mentre il secondo classificato, il Bela Krajina, andò allo spareggio (poi perso) contro la penultima della Prva SNL.

Ma, poco dopo, il Rudar non ottenne la licenza per la massima divisione, così il suo posto venne preso dal Bela Krajina, pur uscito sconfitto nello spareggio. Successivamente, anche lo Šmartno ob Paki (8° in 1. SNL 2003-2004) non ottenne la licenza: questo portò al ripescaggio dello Zagorje, terzo classificato in Druga SNL.

## Squadre partecipanti
| Squadra        | Città             | Stadio                       | Stagione 2002-03 | Stagione 2002-03 |
| Squadra        | Città             | Stadio                       | Pos.             | Divisione        |
| -------------- | ----------------- | ---------------------------- | ---------------- | ---------------- |
| Rudar Velenje  | Velenje           | Stadio ob Jezeru             | 11°              | 1. SNL           |
| Aluminij       | Kidričevo         | Športni park Aluminij        | 3°               | 2. SNL           |
| Bela Krajina   | Črnomelj          | Stadion Loka                 | 5°               | 2. SNL           |
| Zagorje        | Zagorje ob Savi   | Mestni stadion               | 6°               | 2. SNL           |
| Dravinja       | Slovenske Konjice | Stadion Dobrava              | 7°               | 2. SNL           |
| Živila Triglav | Kranj             | Športni Center Stanko Mlakar | 8°               | 2. SNL           |
| MNK Izola      | Isola d'Istria    | Mestni stadion               | 9°               | 2. SNL           |
| Livar          | Ivančna Gorica    | Stadion Ivančna Gorica       | 11°              | 2. SNL           |
| Goriška Brda   | Castel Dobra      | Stadio Vipolže               | 12°              | 2. SNL           |
| Posavje Krško  | Krško             | Stadion Matije Gubca         | 13°              | 2. SNL           |
| Tabor Sežana   | Sesana            | Stadio Rajko Štolfa          | 2°               | 3. SNL Ovest     |
| Svoboda        | Lubiana           | Športni park Svoboda         | 1°               | 3. SNL Centro    |

## Classifica
|                  | Pos. | Squadra       | Pt | G  | V  | N  | P  | GF | GS | DR  |
| ---------------- | ---- | ------------- | -- | -- | -- | -- | -- | -- | -- | --- |
|                  | 1.   | Rudar Velenje | 69 | 32 | 21 | 6  | 5  | 84 | 37 | +47 |
|                  | 2.   | Bela Krajina  | 65 | 32 | 20 | 5  | 7  | 62 | 32 | +30 |
|                  | 3.   | Zagorje       | 65 | 32 | 20 | 5  | 7  | 62 | 33 | +29 |
|                  | 4.   | Dravinja      | 51 | 32 | 13 | 12 | 7  | 53 | 34 | +19 |
|                  | 5.   | Aluminij      | 50 | 32 | 14 | 8  | 10 | 50 | 39 | +11 |
|                  | 6.   | Livar         | 47 | 32 | 11 | 14 | 7  | 43 | 46 | −3  |
|                  | 7.   | Krško         | 35 | 32 | 8  | 11 | 13 | 41 | 63 | −22 |
|                  | 8.   | Svoboda       | 34 | 32 | 9  | 7  | 16 | 48 | 47 | +1  |
|                  | 9.   | Triglav       | 34 | 32 | 9  | 7  | 16 | 43 | 53 | −10 |
|                  | 10.  | Izola         | 27 | 32 | 6  | 9  | 17 | 31 | 58 | −27 |
|                  | 11.  | Brda          | 20 | 32 | 3  | 11 | 18 | 25 | 64 | −39 |
|                  | 12.  | Tabor Sežana  | 14 | 22 | 3  | 5  | 14 | 20 | 56 | −36 |
| Fonte: rsssf.org |      |               |    |    |    |    |    |    |    |     |

Legenda:
      Promosso in 1. SNL 2004-2005.
  Partecipa agli spareggi.
      Retrocesso in 3. SNL 2004-2005.
      Escluso dal campionato.
Regolamento:
Tre punti a vittoria, uno a pareggio, zero a sconfitta.
In caso di arrivo di due o più squadre a pari punti, la graduatoria viene stilata secondo la classifica avulsa tra le squadre interessate (= scontri diretti).

### Spareggio
Il Bela Krajina incontrò il Drava Ptuj, penultimo in 1. SNL 2003-2004, con gare di andata e ritorno, per un posto in 1. SNL 2004-2005.
| Squadra 1  | Totale      | Squadra 2    | Andata     | Ritorno    |
| ---------- | ----------- | ------------ | ---------- | ---------- |
|            |             |              | 09.06.2004 | 13.06.2004 |
| Drava Ptuj | 1 – 1 (gfc) | Bela Krajina | 0 – 0      | 1 – 1      |